# Microsoft Office 2007
Microsoft Office 2007 (Office 12) — версія пакета додатків Microsoft Office, що вийшла після Microsoft Office 2003 і попередниця Microsoft Office 2010. Надійшла у продаж для організацій 30 листопада 2006, для індивідуальних клієнтів — 30 січня 2007. Одночасно була випущена операційна система Windows Vista.

## Системні вимоги
- Частота процесора не менше 500 МГц
- Не менш 256 Мб оперативної пам'яті
- 1,5-2 Гб вільного місця на жорсткому диску
- Розширення екрана не менше 1024x768 точок
- Операційна система Windows XP з SP2, Windows Server 2003 з SP2 або новіші версії.

## Особливості
Версія пакета відрізняється від попередніх: в деяких додатках почав використовуватися інтерфейс Ribbon, форматом додатків за замовчуванням став Office Open XML, зник Office Assistant, з'явилися компоненти Microsoft Groove, Microsoft Office SharePoint Designer і Microsoft Accounting Microsoft .

## Компоненти
Склад різних версій Microsoft Office 2007:
| Версія                      | Microsoft Office Word | Microsoft Office Excel | Microsoft Office PowerPoint | Microsoft Office Outlook | Microsoft Office Publisher | Microsoft Office Access | Microsoft Office InfoPath | Microsoft Office OneNote | Microsoft Office Groove | Microsoft Accounting |
| --------------------------- | --------------------- | ---------------------- | --------------------------- | ------------------------ | -------------------------- | ----------------------- | ------------------------- | ------------------------ | ----------------------- | -------------------- |
| Базова                      | Так                   | Так                    |                             | Так                      |                            |                         |                           |                          |                         |                      |
| Стандартна                  | Так                   | Так                    | Так                         | Так                      |                            |                         |                           |                          |                         |                      |
| Для дому, роботи і навчання | Так                   | Так                    | Так                         |                          |                            |                         |                           | Так                      |                         |                      |
| Для малого бізнесу          | Так                   | Так                    | Так                         | Так                      | Так                        |                         |                           |                          |                         |                      |
| Професіональна              | Так                   | Так                    | Так                         | Так                      | Так                        | Так                     |                           |                          |                         |                      |
| Професіональна плюс         | Так                   | Так                    | Так                         | Так                      | Так                        | Так                     | Так                       |                          |                         |                      |
| Корпоративна                | Так                   | Так                    | Так                         | Так                      | Так                        | Так                     | Так                       | Так                      | Так                     |                      |
| Максимум                    | Так                   | Так                    | Так                         | Так                      | Так                        | Так                     | Так                       | Так                      | Так                     | Так                  |

### Підтримка OpenDocument
Починаючи з Microsoft Office 2007 SP2, є вбудована підтримка формату OpenDocument

## Пакети оновлень
Перший пакет оновлень для Microsoft Office 2007 вийшов у грудні 2007, другий — у квітні 2009. Третій пакет оновлення вийшов 25 жовтня 2011.

## Критика
Версія 2007 року стала використовувати відмінний від версії 2003 формат файлів, що викликало деяку незручність використання простими користувачами ПЗ. Це рішення найімовірніше повинно було стати стимулом до переходу користувачів на більш пізню версію і відмови від більш ранньої. Однак, в силу деяких причин, в тому числі і фінансових, зокрема і в СНД, такий хід розвитку подій не був прийнятний. В остаточному підсумку фірмою Microsoft був випущений пакет сумісності, що дозволяє ряду більш ранніх версій Microsoft Office повноцінно працювати з форматами версії 2007 року.